# The House of Blue Light
| 평가 점수                        | 평가 점수    |
| 출처                             | 점수         |
| -------------------------------- | ------------ |
| AllMusic                         | [ 3 ]        |
| Collector's Guide to Heavy Metal | 10/10        |
| Kerrang!                         | [ 5 ]        |
| Rolling Stone                    | (favourable) |

《The House of Blue Light》는 1987년 1월 12일에 발매된 영국의 하드 록 밴드 딥 퍼플의 열두 번째 스튜디오 음반이다. 재형성된 마크 II 라인업에 의한 두 번째 녹음이며, 이 밴드의 형성에 의한 총 여섯 번째 스튜디오 음반이다.

## 배경
이 음반의 제작은 매우 길고 어려운 과정이었는데, 가수 이언 길런은 로마에서 녹음한 《Who Do We Think We Are》와 비교했다. 길런은 "《The House of Blue Light》, 그 음반에는 좋은 곡들이 몇 개 있지만, 전체 음반에는 뭔가 빠진 것이 있다. 저는 이 밴드의 정신이 느껴지지 않아요. 5명의 프로가 최선을 다하고 있는 것을 보거나 들을 수 있지만, 그것은 마치 축구팀처럼, 제 기능을 하지 않습니다. 마치 11명의 슈퍼스타들이 같은 경기장에서 뛰고 있지만 마음이나 영혼으로 연결되지 않은 것 같아요." 기타리스트 리치 블랙모어는 이 음반의 많은 부분이 재녹음되었다고 말했고, "저는 제가 이 음반에서 형편없이 연주했다고 생각합니다, 그리고 다른 누구도 이 음반에 진정으로 참여했다고 생각하지 않습니다."라고 고백했다. 오르간 연주자 존 로드는 "길런은 《The House of Blue Light》는 이상한 음반이었고 조립하기 어려웠다. 우리는 우리의 음악을 최신으로 만들려고 했던 큰 실수를 저질렀다. 우리는 사람들이 우리가 그렇게 하는 것을 원하지 않는다는 것을 발견했습니다."
밴드의 우려에도 불구하고, 《The House of Blue Light》는 잘 팔렸다. 이 곡은 영국 음반 차트 10위, 미국 빌보드 200에서 34위를 기록했고, 다른 6개국에서 10위 안에 들었다.

## 홍보
〈Bad Attention〉과 〈Call of the Wild〉의 두 곡의 홍보 비디오가 제작되었으며, 두 곡 모두 밴드의 멤버가 출연하였다.

## 곡 목록
모든 곡들은 특별한 언급이 없는 한 리치 블랙모어, 이언 길런 그리고 로저 글로버에 의해 작사/작곡하였다.

### 1987년 CD 에디션
| #   | 제목                   | 작사·작곡                           | 재생 시간 |
| --- | ---------------------- | ----------------------------------- | --------- |
| 1.  | 〈Bad Attitude〉       | 블랙모어, 길런, 글로버, 존 로드     | 5:04      |
| 2.  | 〈The Unwritten Law〉  | 블랙모어, 길런, 글로버, 이언 페이스 | 4:54      |
| 3.  | 〈Call of the Wild〉   | 블랙모어, 길런, 글로버, 로드        | 4:48      |
| 4.  | 〈Mad Dog〉            |                                     | 4:36      |
| 5.  | 〈Black & White〉      | 블랙모어, 길런, 글로버, 로드        | 4:36      |
| 6.  | 〈Hard Lovin' Woman〉  |                                     | 3:25      |
| 7.  | 〈The Spanish Archer〉 |                                     | 5:31      |
| 8.  | 〈Strangeways〉        |                                     | 7:36      |
| 9.  | 〈Mitzi Dupree〉       |                                     | 5:05      |
| 10. | 〈Dead or Alive〉      |                                     | 5:00      |

### 1999년 CD 에디션
| #   | 제목                   | 작사·작곡                      | 재생 시간 |
| --- | ---------------------- | ------------------------------ | --------- |
| 1.  | 〈Bad Attitude〉       | 블랙모어, 길런, 글로버, 로드   | 4:32      |
| 2.  | 〈The Unwritten Law〉  | 블랙모어, 길런, 글로버, 페이스 | 4:34      |
| 3.  | 〈Call of the Wild〉   | 블랙모어, 길런, 글로버, 로드   | 4:48      |
| 4.  | 〈Mad Dog〉            |                                | 4:29      |
| 5.  | 〈Black & White〉      | 블랙모어, 길런, 글로버, 로드   | 3:39      |
| 6.  | 〈Hard Lovin' Woman〉  |                                | 3:25      |
| 7.  | 〈The Spanish Archer〉 |                                | 4:56      |
| 8.  | 〈Strangeways〉        |                                | 5:56      |
| 9.  | 〈Mitzi Dupree〉       |                                | 5:05      |
| 10. | 〈Dead or Alive〉      |                                | 4:42      |

## 인증
| 국가                       | 인증 | 판매량/출하량 |
| -------------------------- | ---- | ------------- |
| 캐나다 (뮤직 캐나다)       | 골드 | 50,000^       |
| 스위스 (IFPI 스위스)       | 골드 | 25,000^       |
| 영국 (BPI)                 | 실버 | 60,000^       |
| 미국 (RIAA)                | 골드 | 500,000^      |
| 요약                       |      |               |
| 전 세계                    | —    | 2,500,000     |
| ^출하량을 기반으로 한 인증 |      |               |